# Buzz Gardner
Buzz Gardner, vlastním jménem Charles Guarnera, (1931 – 2004) byl americký trumpetista, starší bratr Bunka Gardnera. Hudbě se věnoval již od časného věku. Počátkem padesátých let působil v armádě. V armádní skupině hrál například s flétnistou Herbiem Mannem. Později se usadil v Paříži, avšak již roku 1955 se vrátil zpět do USA. Usadil se v New Yorku a zahájil studium na Manhattan School of Music, které dokončil v roce 1959. V roce 1968 začal spolupracovat se skupinou The Mothers of Invention, kterou vedl hudebník Frank Zappa. Hrál na albech Burnt Weeny Sandwich a Weasels Ripped My Flesh.